# Salvatore Morale
Salvatore Morale   (Teolo, 4 de novembre de 1938) és un atleta italià, ja retirat, especialista en curses amb tanques, que va competir durant les dècades de 1950 i 1960.
El 1960 va prendre part en els Jocs Olímpics d'Estiu de Roma, on quedà eliminat en semifinals en la cursa dels 400 metres tanques del programa d'atletisme. Quatre anys més tard, als Jocs de Tòquio, disputà dues proves del programa d'atletisme. En les 400 metres tanques guanyà la medalla de bronze, en finalitzar rere Rex Cawley i John Cooper, mentre en els 4x400 metres relleus quedà eliminat en sèries.
En el seu palmarès també destaca una medalla d'or en els 400 metres tanques del Campionat d'Europa d'atletisme de 1962, dues medalles d'or i una de plata a les Universíades i quatre campionats nacionals dels 400 metres tanques: 1957, 1958, 1960 i 1961.
El 15 d'octubre de 1961, a Roma, va establir el rècord europeu dels 400 metres tanques amb un temps de 49,7" i el 1962, en la final del Campionat d'Europa d'atletisme, millorà l'europeu i igualà el rècord del món de Glenn Davis amb un temps de 49,2". Va establir sis rècords italians dels 400 metres tanques.

## Millors marques
- 400 metres. 47.6" (1962)
- 400 metres tanques. 49,2" (1962)[1][8]